# Biosimilar
Un biosimilar es un medicamento de origen biotecnológico, producido de acuerdo a exigencias específicas establecidas por la Agencia Europea del Medicamento (EMEA) referidas a calidad, eficacia y seguridad y que ha demostrado ser comparable al medicamento innovador de referencia, una vez que la patente ha expirado. El nombre, apariencia y acondicionamiento de los biosimilares deben estar diferenciados del innovador.
A diferencia de  los medicamentos obtenidos por síntesis química, los medicamentos biotecnológicos se caracterizan por su alto peso molecular, mayor complejidad estructural la cual  es muy sensible a cambios en el proceso de fabricación. Las empresas productoras de biosimilares no tienen acceso al clon, ni a su banco de células original, tampoco a los procesos de fermentación y purificación originales ni al principio activo que contiene el medicamento. Solo tienen acceso al producto innovador que está comercializado.
Diferencias en las impurezas o en la proporción de las diferentes sustancias que contienen pueden tener implicaciones para la salud. Este hecho ha generado la duda de si los productos biosimilares podrían comportarse de forma diferente a como lo hace la versión original del medicamento. Por ello solo algunas de las versiones posteriores de estos productos biológicos originales han sido autorizados en los Estados Unidos a través de procedimientos abreviados permitidos para genéricos de moléculas pequeñas como Menotropins (enero de 1997) y Enoxaparin (julio de 2010) y otros ocho productos a través de la vía 505 (b)(2). Sin embargo la denominación de biosimilares debe ajustarse a los requerimientos de la EMA, los cuales  se extienden a toda Europa.

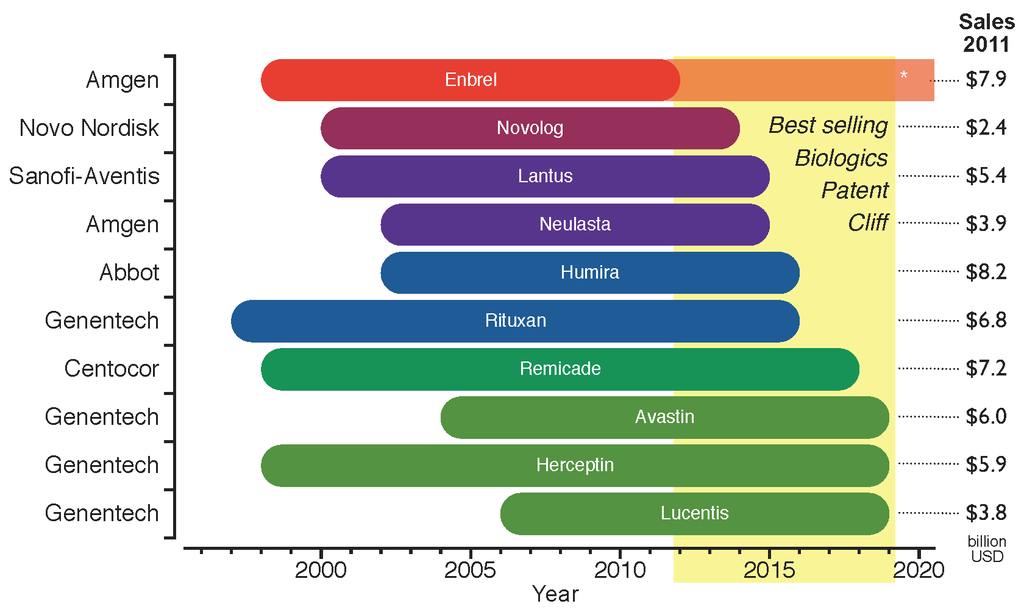
Patentes que expiran entre los años 2012-2019 del Top 10 de medicamentos biológicos más vendidos.

## Aprobación de biosimilares
Las autoridades reguladoras europeas utilizan un procedimiento de aprobación especialmente adaptado para autorizar versiones posteriores de productos biológicos aprobados previamente llamados “productos medicinales biológicos similares” denominados biosimilares, de forma abreviada.. La autorización por la EMEA (European Medicine Agency) está apoyada en ensayos clínicos de demostración de comparabilidad del producto biosimilar (en diferentes etapas del desarrollo) frente al innovador utilizado como referencia. Estos ensayos clínicos se desarrollan para una indicación determinada entre las autorizadas para el innovador y esta autorización se extiende a todas las indicaciones aprobadas para el medicamento de referencia. El número de pacientes incluidos es inferior a los incluidos en el desarrollo del innovador aunque del mismo orden de los incluidos en los biotecnológicos de segunda generación (de 500 a 800 pacientes).
Los biosimilares son autorizados al considerar que son equivalentes terapéuticos en relación con los innovadores en cuestión de seguridad y eficacia. Estos datos proceden de los ensayos preclínicos y clínicos incluidos en el desarrollo de los biosimilares. En estos estudios se incluye, además, un plan de gestión de riesgos.
En el desarrollo y fabricación de biosimilares se exigen los mismos estándares de calidad (GMP) que para los productos innovadores. La caracterización de los biosimilares es, en ocasiones, más precisa que la realizada en su día para los innovadores debido al desarrollo alcanzado en la instrumentación analítica. Los productos biotecnológicos innovadores y biosimilares no son “idénticos” lote a lote de producción, a diferencia de las pequeñas moléculas obtenidas por síntesis química. Esto se debe a que son productos sintetizados por organismos vivos que hacen que estos medicamentos presenten una microheterogeneidad (pequeñas diferencias en la estructura de la macro-molécula). Estas pequeñas diferencias pueden producir reacciones de inmunogenicidad en algunos pacientes. Una vez producidos la seguridad a largo plazo de este tipo de medicamentos se demostrará mediante procedimientos de farmacovigilancia.

## Implicaciones comerciales de la producción de biosimilares
Los requisitos legales de las vías de aprobación, junto con los procesos de fabricación costosos, intensifica los costes de desarrollo de los biosimilares que podrían ser de entre 76.6 y 115 millones de € por molécula. Esta barrera de entrada en el mercado no sólo afecta a las empresas dispuestas a producirlos, sino también a las instituciones de salud pública que financian el tratamiento en algunos países y que podrían encontrar otra fuente de estos medicamentos a menor coste.  Incluso aunque el mercado de los biosimilares está aumentando, la caída del precio de los medicamentos biológicos en riesgo de expiración de la patente no será tan grande como la de otros medicamentos genéricos; de hecho, se ha estimado que el precio de los productos biosimilares será de un 65% -85% del precio de los innovadores.
Los biosimilares están llamando la atención del mercado, ya que hay una próxima expiración de patentes, que pondrá casi el 36% del mercado, de los medicamentos biológicos, en riesgo (140 billones de dólares). Este hecho podría suponer una gran oportunidad para las empresas fabricantes de biosimilares, que podrían empezar a sintetizar estos medicamentos biológicos cuya patente haya expirado. Esta aproximación se realiza teniendo en cuenta solo el Top 10 de medicamentos de origen biológico más vendidos.